# E-skierowanie
e-skierowanie – wraz z e-receptą, stanowi jedną z kluczowych e-usług wdrażanych w ramach procesu informatyzacji sektora ochrony zdrowia w Polsce. Od stycznia 2021 r. wszystkie skierowania są wystawianie w postaci elektronicznej. Ma ono umożliwić przeprowadzenie całego procesu skierowania na leczenie (od momentu jego wystawienia do realizacji) drogą elektroniczną.
E-skierowanie może być wystawione m.in. na:
- poradę u lekarza specjalisty w ramach NFZ, z wyjątkiem porady w zakresie logopedii
- leczenie szpitalne, z wyjątkiem leczenia szpitalnego psychiatrycznego
- badania medycyny nuklearnej oraz tomografii komputerowej, także te, które są finansowane ze środków innych niż ubezpieczenie w NFZ
- rezonans magnetyczny
- badanie endoskopowe przewodu pokarmowego
- echokardiograf płodu
- rehabilitację
- wybrane programy profilaktyczne, np. szczepienie przeciw COVID-19
- do sanatorium lub uzdrowiska.

Pacjent nie potrzebuje e- skierowania, by umówić się na wizytę do:
- psychiatry
- psychologa
- ginekologa i położnika
- onkologa
- wenerologa
- dentysty.

Kiedy pacjent przebywa w szpitalu i w czasie pobytu zostanie skierowany/a na badanie specjalistyczne, nie potrzebuje e-skierowania.

## Realizacja e-skierowania
Pracownik medyczny wydaje i podpisuje drogą elektroniczną e-skierowanie. Następnie system e-zdrowia P1 dokonuje jego weryfikacji oraz je zapisuje. Później ten system generuje dane dostępowe (kod i klucz). Po otrzymaniu tych danych pacjent może sam dokonać wyboru placówki, w której chce zrealizować dane świadczenie medyczne. Następnie pacjent samodzielnie kontaktuje się z wybraną placówką oraz podaje swój kod dostępu (z numerem PESEL) bądź klucz. Wtedy placówka przesyła otrzymane dane do systemu P1, a ten dokonuje weryfikacji danych. Jeśli weryfikacja przebiegnie pozytywnie, pacjent zostaje zapisany na wizytę.
e-skierowanie można odebrać w postaci:
- SMS-a z 4 cyfrowym kodem
- e-maila z pdf-em
- wydruku informacyjnego e-skierowania
- w aplikacji mojeIKP.

### Etapy wdrożenia e-skierowań
I etap – pilotaż
(16.10.2018 r. – 30.06.2019 r.)
II etap:
- do 31.12.2019 r. (podłączenie systemów do usługodawców platformy)
- od 01.07.2019 r. do 31.12.2020 r. (wdrożenie projektu na terenie całego kraju)
- od 01.01.2021 r. (obowiązek wydawania skierowań w formie elektronicznej)

## Korzyści e-skierowań

### Dla pracownika medycznego
- System P1 sam dokonuje weryfikacji poprawności e-skierowania.
- e-skierowania są czytelne, co znacznie usprawnia obieg dokumentów
- można się zapisać tylko do jednej placówki.

### Dla pacjenta
- e-skierowania nie można zgubić – jest dostępne na Internetowym Koncie Pacjenta oraz w aplikacji mojeIKP
- na Internetowym Koncie Pacjenta (IKP) i w mojeIKP można w każdym momencie sprawdzić historię swoich e-skierowań
- rodzic może śledzić historię leczenia swoich dzieci zarówno na IKP, jak i w mojeIKP
- nie musisz przyjeżdżać do placówki w celu odbioru e-skierowania, możesz je też otrzymać po teleporadzie
- na zabieg lub konsultację można zarejestrować się telefonicznie lub w recepcji, podając do zeskanowania swoje e-skierowanie
- nie ma obowiązku dostarczenia do placówki oryginału skierowania w określonym terminie (14 dni).